# Ixiolirion
Ixiolirion, manchmal auch Steppenblumen, Berglilien oder Blaulilien genannt, ist die einzige Gattung der monogenerischen Familie der Ixioliriaceae in der Ordnung der Spargelartigen (Asparagales) innerhalb der Einkeimblättrigen Pflanzen. Es gibt etwa vier Arten in der Gattung und damit Familie. Die Arten haben Areale von Ägypten bis nach Zentralasien und ins südwestliche Asien. Blaulilien werden selten als Zierpflanzen genutzt.

## Beschreibung

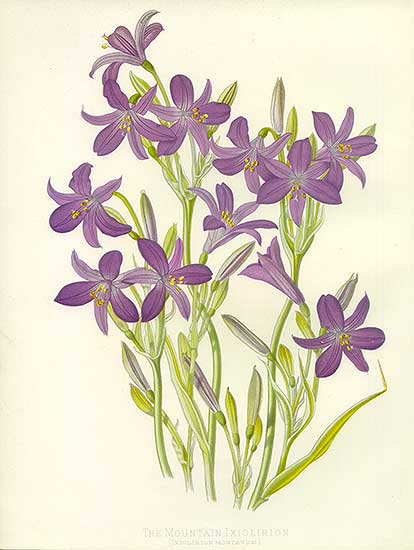
Illustration von Ixiolirion tataricum aus Paxton’s Flower Garden, 1880

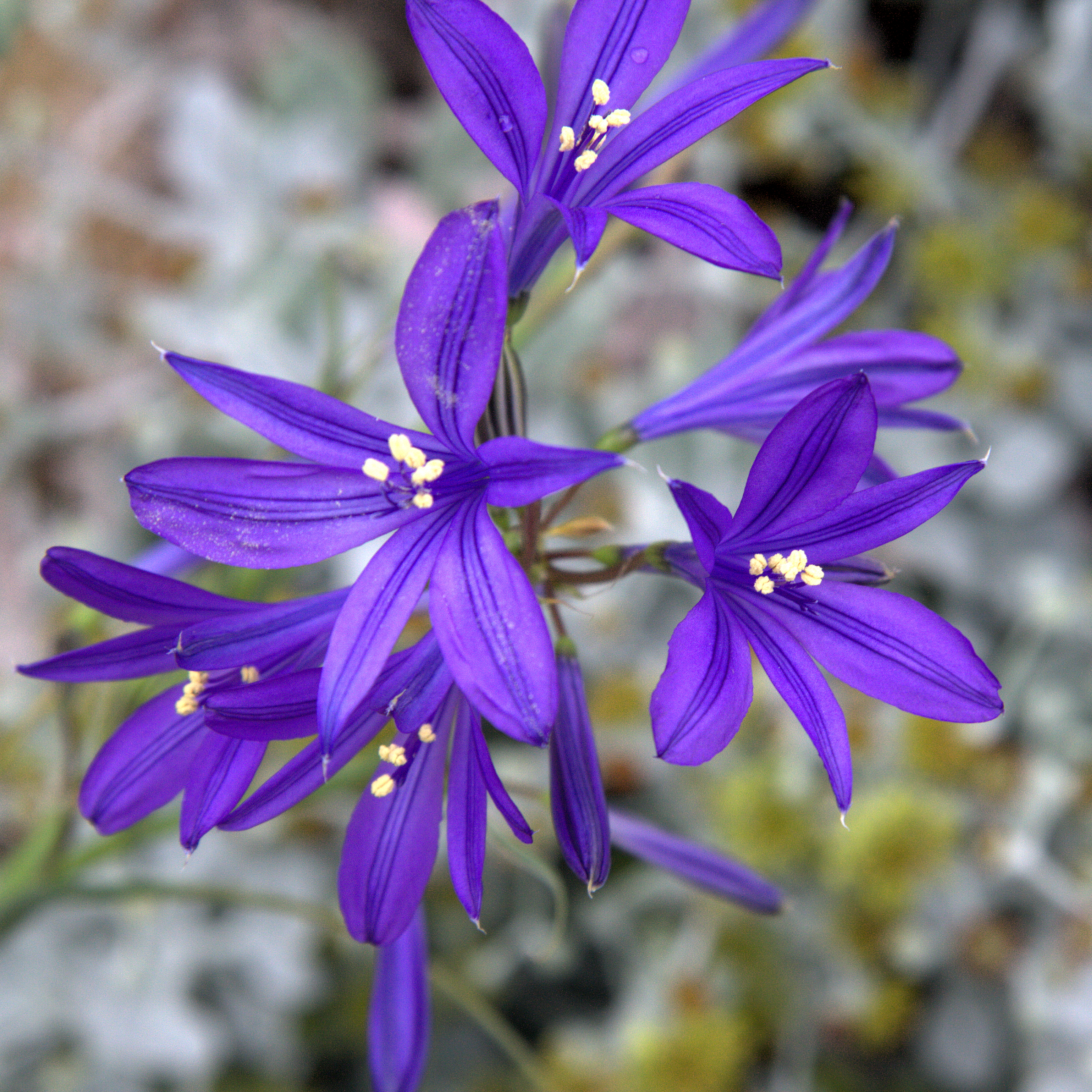
Blütenstand mit Blüten im Detail von Ixiolirion tataricum

### Habitus und Laubblätter
Ixiolirion-Arten wachsen als aufrechte, ausdauernde krautige Pflanzen, die Wuchshöhen von bis 50 cm erreichen. Sie bilden (zwiebelförmige) Knollen als Überdauerungsorgane, die von einer häutigen Hülle (Tunika) umgeben sind.
Die mehr oder weniger ausgeprägt in grundständigen Blattrosetten zusammenstehenden, wechselständig und spiralig angeordneten Laubblätter sind ungestielt und einfach. Die flache Blattspreite ist linealisch oder lanzettlich und parallelnervig. Der Blattrand ist glatt.

### Blütenstände und Blüten
In endständigen, aus doldigen, rispigen oder traubigen Teilblütenständen zusammengesetzten Gesamtblütenständen stehen oft nur wenige Blüten zusammen. Hochblätter können vorhanden sein oder fehlen.
Die gestielten, großen, trichterförmigen, radiärsymmetrischen Blüten sind zwittrig und dreizählig. Die sechs Blütenhüllblätter (Tepalen) sind in zwei Kreisen angeordnet und nicht oder höchstens kurz an ihrer Basis verwachsen. Die Blütenhüllblätter des äußeren Kreises sind meist schmaler als die des inneren. Die Farben der Blütenhüllblätter reichen von fast weiß über violett bis blau. Es sind zwei Kreise mit je drei fertilen Staubblättern vorhanden; sie sind untereinander frei aber mit der Basis der Blütenhüllblätter verwachsen. Die zweizelligen Pollenkörner besitzen eine Apertur und sind sulcat. Die drei Fruchtblätter sind zu einem überwiegend unterständigen Fruchtknoten verwachsen mit 15 bis 50 Samenanlagen je Fruchtknotenkammer. Der Griffel, der viel länger ist als der Fruchtknoten, endet in einer dreilappigen Narbe. Es sind Nektarien vorhanden.

### Früchte, Samen und Keimlinge
Die dreikammerigen Kapselfrüchte enthalten viele Samen. Die kleinen, kantigen Samen sind durch Phytomelane schwarz. Der gut ausgebildete Embryo ist fast so lang wie das Endosperm. Das Keimblatt bleibt weiß auch unter Lichteinfluss.

### Inhaltsstoffe und Chromosomenzahlen
Im Gegensatz zu den Amaryllidaceae sind keine Alkaloide, auch nicht in den blauen Blüten, vorhanden. Es sind Schleimzellen vorhanden. Die Chromosomengrundzahl beträgt x = 12.

## Systematik und Verbreitung
Das Verbreitungsgebiet reicht von Ägypten und der Türkei bis Zentralasien und ins südwestliche Asien. Sie gedeihen in gemäßigten Gebieten und im westlichen Himalaja.
Die Erstveröffentlichung der Gattung Ixiolirion erfolgte 1821 durch Friedrich Ernst Ludwig von Fischer in William Herbert: Bot. Reg., An Appendix Bot. Reg., 37. Ein Synonym für Ixiolirion Herb. ist Kolpakowskia Regel. Die Familie Ixioliriaceae (Pax) Nakai wurde am 20. Juli 1943 von Nakai Takenoshin in Chosakuronbun Mokuroku, 234 veröffentlicht.
Die Gattung Ixiolirion wurde früher in die Familie der Amaryllidaceae J.St.-Hil. eingeordnet. Die Familie der Ixioliriaceae  (Pax) Nakai steht den Alliaceae Batsch ex Borkh. und besonders den Tecophilaeaceae Leybold nahe.
In der Gattung Ixiolirion gibt es etwa (ein bis) vier Arten:
- Ixiolirion ferganicum Kovalevsk. & Vved.: Die Heimat ist Kirgisistan.[2]
- Ixiolirion karateginum Lipsky: Die Heimat ist Zentralasien und das nordöstliche Pakistan.[2]
- Ixiolirion songaricum P.Yan: Sie wurde 1996 erstbeschrieben. Sie gedeiht auf trockenen Hängen und Feldern in Höhenlagen von 400 bis 1600 Metern vor. Es ist ein Endemit des nordöstlichen China und kommt nur in Xinjiang im Tianshan-Gebirge vor.[2]
- Berg-Blaulilie oder Berg-Amaryllis (Ixiolirion tataricum (Pall.) Herb., Syn.: Amaryllis tatarica Pall., Amaryllis montana Labill., Ixiolirion montanum (Labill.) Herb., Ixiolirion pallasii Fisch. & C.A.Mey. ex Ledeb.): Es gibt seit 1984 zwei Varietäten:[2]
  - Ixiolirion tataricum var. ixiolirioides (Regel) X.H.Qian: Sie kommt von Zentralasien bis ins nördliche Xinjiang vor.[2]
  - Ixiolirion tataricum (Pall.) Herb. var. tataricum: Sie kommt von der östlichen Türkei bis Kaschmir vor.[2]

## Galerie

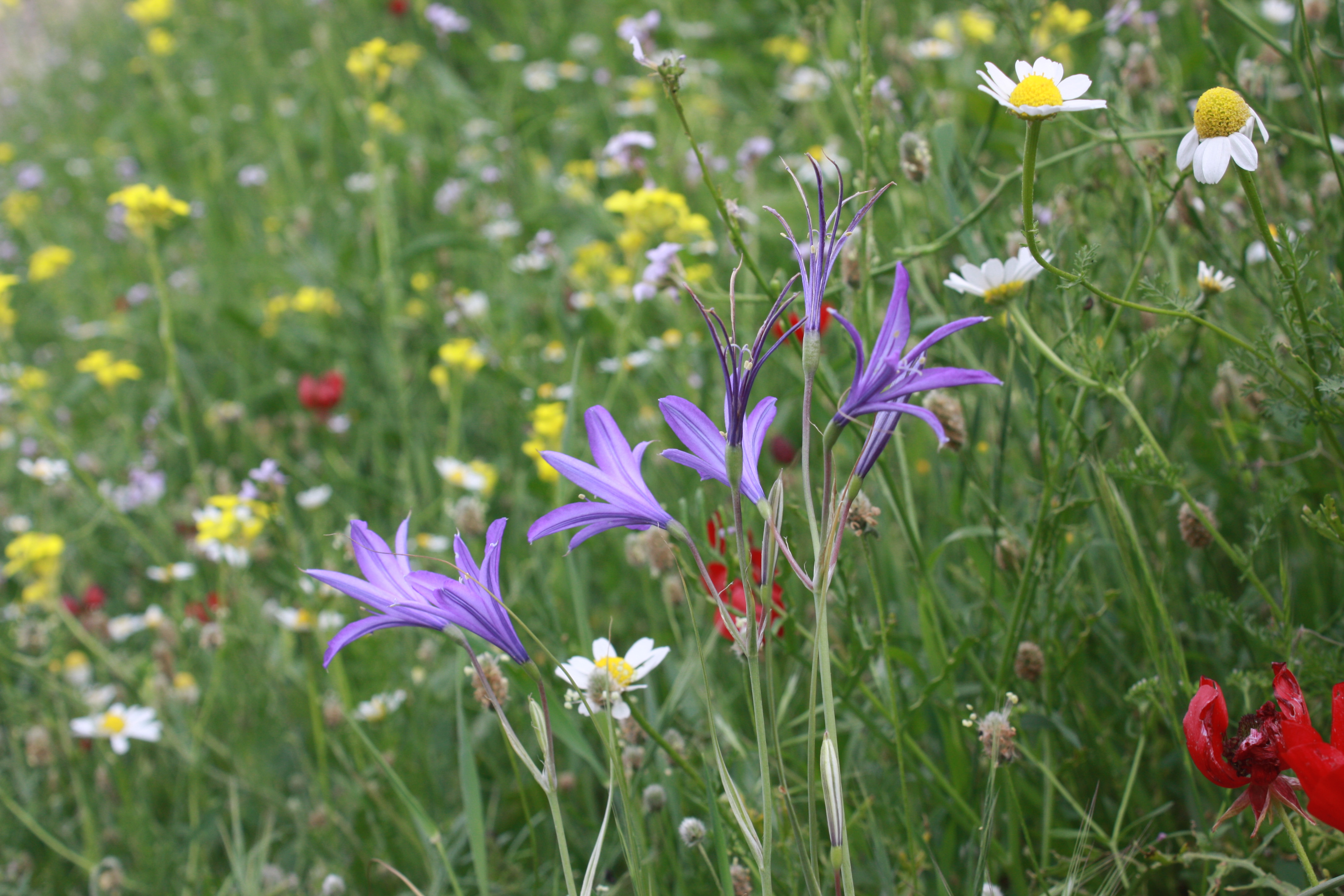
Ixiolirion Tataricum in Behbahan, Iran
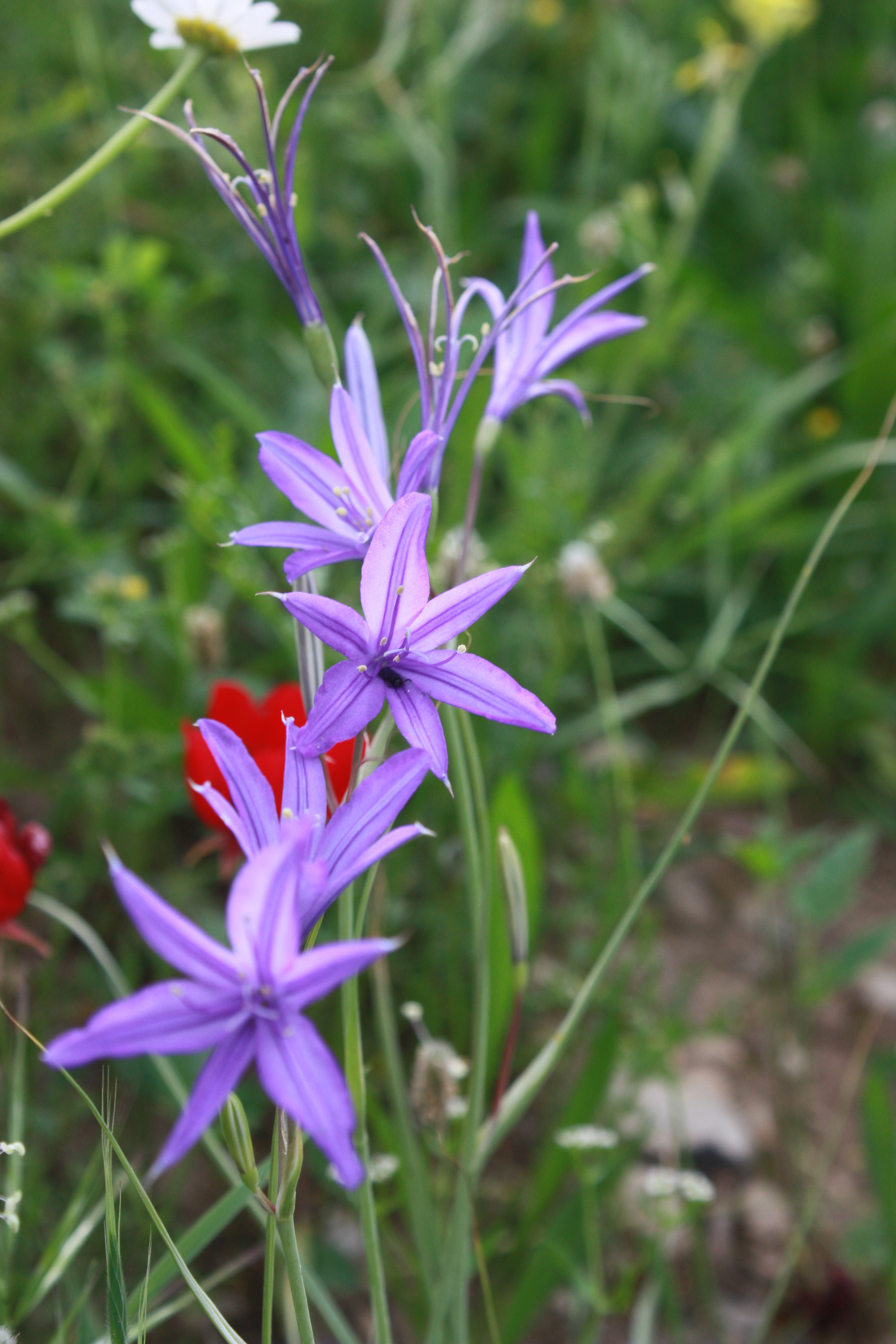
Ixiolirion Tataricum in Behbahan
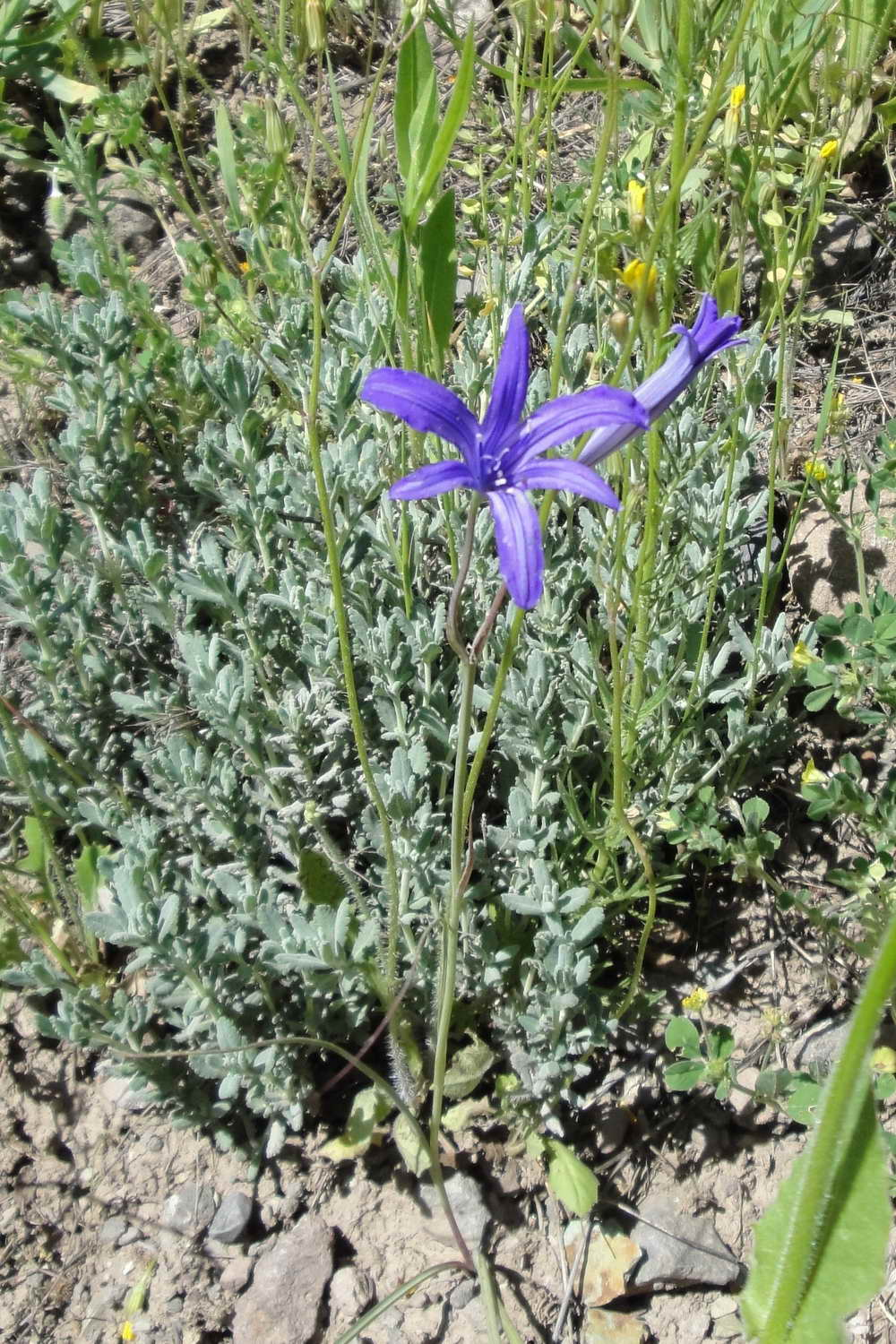
Ixiolirion tataricum var. tataricum
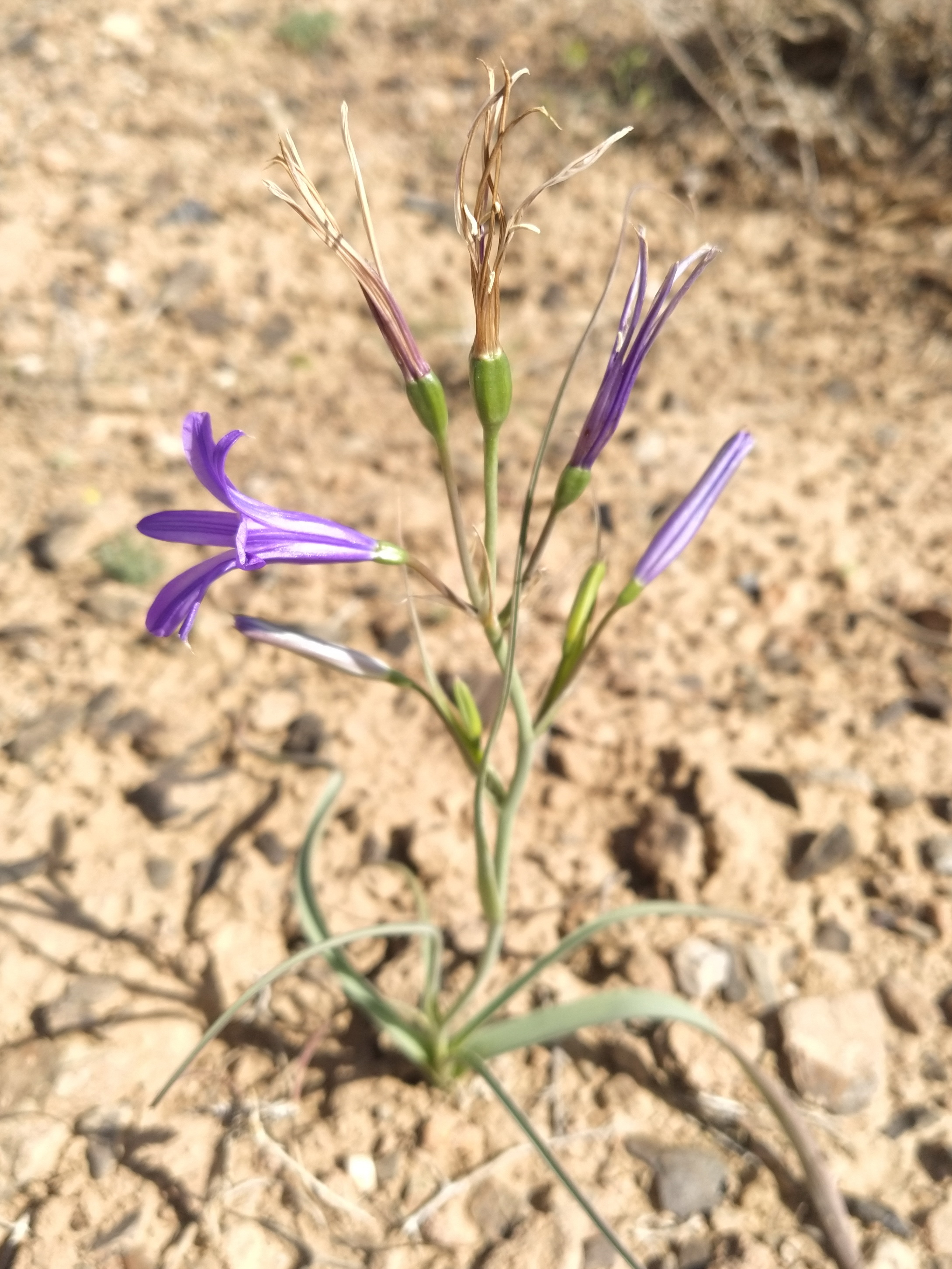
Ixiolirion Tataricum in Isfahan